# Zofia Zaks

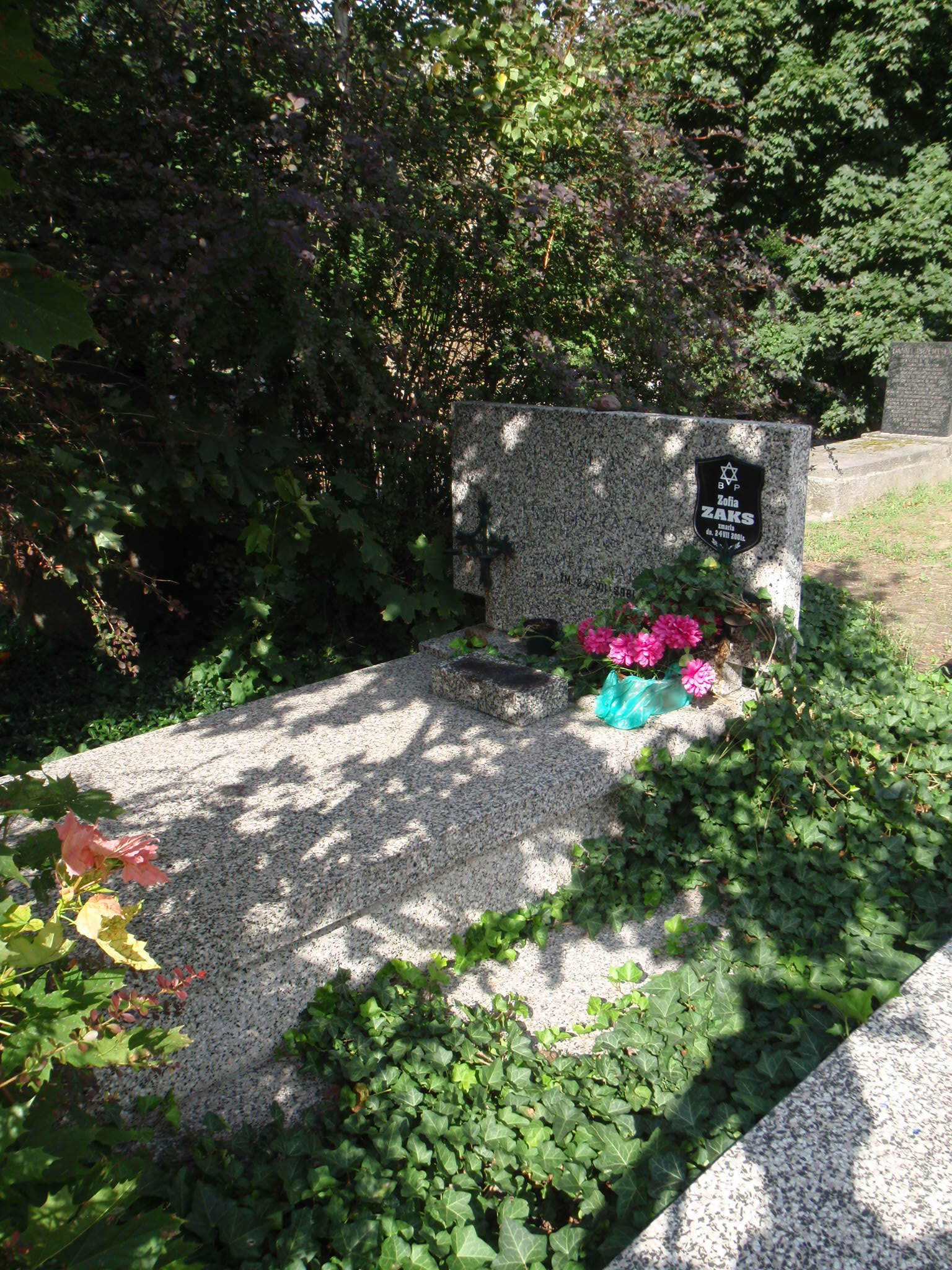
Grób Zofii Zaks na cmentarzu żydowskim przy ulicy Okopowej w Warszawie

Zofia Zaks (ur. 28 lutego 1935 w Warszawie, zm. 24 lipca 2001 tamże) – polska historyk i działaczka społeczności żydowskiej w Polsce, sekretarz generalny Federacji Stowarzyszeń Żydowskich w Polsce.

## Życiorys
Urodziła się w żydowskiej rodzinie Mieczysława, zamordowanego w kwietniu 1943 w getcie warszawskim, i Franciszki (zm. 1989). Uczęszczała do Liceum Ogólnokształcącego im. Bolesława Limanowskiego w Warszawie. W latach 1951–1956 studiowała na Wydziale Dyplomatyczno-Konsularnym Szkoły Głównej Służby Zagranicznej, magisterium z zakresu nauk politycznych otrzymała w 1956. Studia uzupełniała w Centre Européen Universitaire przy uniwersytecie w Nancy w 1957. W 1966 doktoryzowała się w Instytucie Historycznym UW pod kierunkiem Henryka Jabłońskiego. W latach była 1962–1966 adiunktem w Zakładzie Historii Polski Nowoczesnej i Najnowszej/Zakładzie Historii Najnowszej Powszechnej i Polski 1966–1978 Instytutu Historyczny UW. W latach 1955–1960 była asystentem i starszym asystentem w Szkole Głównej Służby Zagranicznej, od 1960 do 1961 starszym asystentem na Wydziale Dziennikarskim UW, a w latach 1961–1962 adiunktem w Wojskowym Instytucie Historycznym. Od 1978 zatrudniona była w IKS PAN, a w latach 1985–1995 w Instytucie Historii im. Tadeusza Manteuffla Polskiej Akademii Nauk. Specjalizowała się w historii najnowszej.
W latach 2000–2001 była przewodniczącą Stowarzyszenia Dzieci Holocaustu w Polsce.
Zginęła w wypadku samochodowym 24 lipca 2001, pochowana na cmentarzu żydowskim przy ulicy Okopowej w Warszawie (sektor 2a-5-3).